# Szocsi nemzetközi repülőtér
A Szocsi nemzetközi repülőtér (IATA: AER, ICAO: URSS) (orosz nyelven: Международный Аэропорт Сочи) nemzetközi repülőtér Oroszországban, amely Szocsi közelében található. Éves utasforgalma 6 343 869 fő (2018).

## Futópályák
A repülőtér futópályái:
- 06/24 (3000 m, aszfaltbeton)
- 02/20 (2600 m, aszfaltbeton)

## Forgalom
Az utasforgalom az elmúlt években az alábbi módon változott:
| Utasok száma | 820 000 | 1 649 000 | 4 400 000 | 1 575 312 | 1 914 983 | 2 120 400 | 3 099 000 | 5 681 974 | 6 760 567 | 11 076 621 |
|              | 1965    | 1975      | 1988      | 2008      | 2010      | 2012      | 2014      | 2017      | 2019      | 2021       |